# Robin Laing (Musiker)
Robin Laing (* 12. Februar 1953 in Edinburgh) ist ein schottischer Folkmusiker und Songwriter, der aufgrund seiner zahlreichen Lieder über Whisky und Whiskey auch unter dem Beinamen „The Whisky Bard“ („Der Whisky-Barde“) bekannt ist.

## Werdegang
Robin Laing erlangte überregionale Bekanntheit, als er 1990 den anlässlich des 100-jährigen Jubiläums der Forth Bridge ausgeschriebenen Liedwettbewerb gewann.
Bis 1996 war er im Gesundheitswesen tätig. Seither ist er hauptberuflich im Musikgeschäft tätig.
Regelmäßigen Konzertreisen führen ihn unter anderem nach Deutschland, nach Dänemark und in die Schweiz.
Er lebt heute mit seiner Familie in Carluke in Lanarkshire.

## Diskografie
- 1989 Edinburgh Skyline
- 1994 Walking in Time
- 1997 The Angels’ Share
- 2001 Imaginary Lines
- 2003 The Water of Life
- 2004 Gentle Giants
- 2005 Ebb and Flow
- 2007 One for the Road
- 2010 Bruichladdich Inspiration
- 2011 Whisky for Breakfast
- 2016 Whisky and Death
- 2020 Holding Gold (der darauf veröffentlichte Song „Thank You Whisky Vicar“ gilt Wolfgang F. Rothe)[4]
- 2021 Up in the Dram Room

## Buchveröffentlichungen
- The Whisky Muse – Scotch Whisky in Poem and Song, 6. Auflage 2014, Luath Press Limited, Edinburgh 2016, ISBN 978-1-906307-44-8.
- The Whisky River – Distilleries of Speyside, 2. Auflage 2015, Luath Press Limited, Edinburgh 2014, ISBN 978-1-906817-95-4.
- Whisky Legends of Islay, Luath Press Limited, Edinburgh 2009, ISBN 978-1-906817-11-4.
- The Whisky Muse II – More Poems and Songs Inspired by Scotland’s National Drink, Luath Press Limited, Edinburgh 2018, ISBN 978-1-912147-60-1.